# Integrin α-L
Integrin α-L (synonym CD11a) ist ein Oberflächenprotein.

## Eigenschaften
CD11a ist ein Zelladhäsionsmolekül und wird in Leukozyten gebildet. CD11a ist glykosyliert, phosphoryliert und besitzt Disulfidbrücken. Es bildet mit Integrin β-2 ein Heterodimer. Es bindet als heterodimeres Integrin alpha-L/beta-2 an ICAM1, ICAM2, ICAM3 und ICAM4. Weiterhin bindet es F11R. Es ist an der Zelladhäsion und Leukodiapedese von Leukozyten beteiligt. CD11a aktiviert die Phagozytose in Makrophagen. Es bindet Calciumionen und ist glykosyliert, phosphoryliert und besitzt Disulfidbrücken. Efalizumab bindet an CD11a.